# Couy
Couy település Franciaországban, Cher megyében. Lakosainak száma 376 fő (2022. január 1.). Couy Charentonnay, Chaumoux-Marcilly, Garigny, Gron, Sévry és Villequiers községekkel határos.

## Népesség
A település népessége az elmúlt években az alábbi módon változott:
| Lakosok száma | 417  | 305  | 308  | 361  | 365  | 355  | 355  | 363  | 366  | 376  |
|               | 1968 | 1982 | 1990 | 2006 | 2013 | 2015 | 2017 | 2019 | 2020 | 2022 |